# Aftab Shivdasani
Aftab Shivdasani (hindi: आफ़ताब शिवदसानी), född 25 juni 1978, är en Bollywood-skådespelare. Två av hans mest kända filmer är Kasoor (2001) och Kya Yehi Pyaar Hai (2002). Även Ameesha Patel var med i Kya Yehi Pyaar Hai.